# 토르타

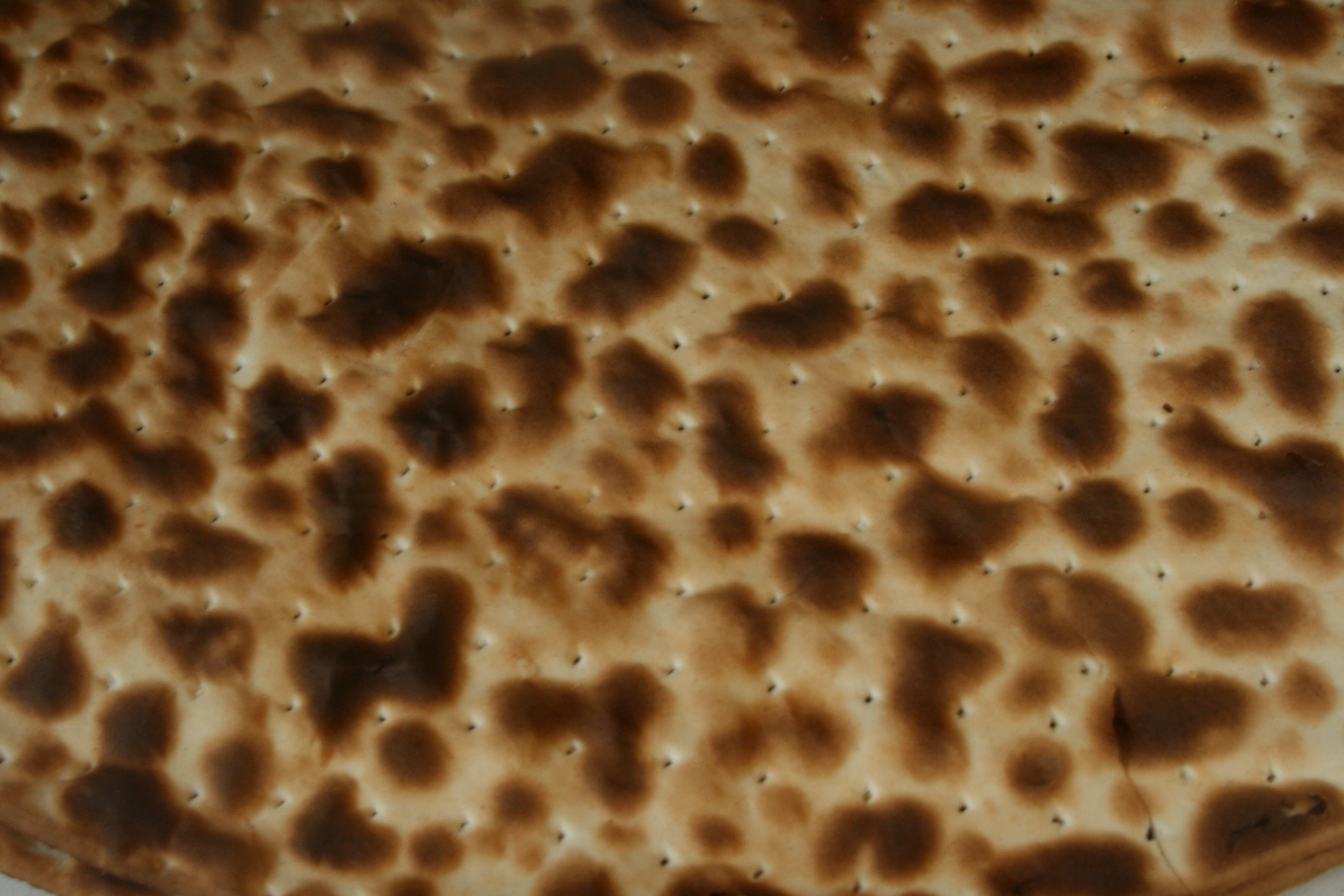
토르타

토르타(Torta)는 요리에 따라 케이크, 파이, 납작빵, 샌드위치, 오믈렛 등을 지칭할 수 있는 요리 용어이다. 보통은 다음을 의미한다:
- 남미, 유럽 대부분, 필리핀 남부의 케이크 또는 파이
- 스페인의 납작빵
- 멕시코의 샌드위치 종류
- 필리핀 북부 타갈로그어를 사용하는 지역에 있는 오믈렛의 일종이다.

## 어원
이 단어는 스페인어 torta(es)에서 유래했으며, 이는 늦은 라틴어 torta, 즉 torta panis("꼬인 빵")의 줄임말이다. 'Torth'는 웨일스어로 '덩어리'를 뜻하며 같은 어원에서 유래했다(라틴어: torta). 영어 단어 "tart"와 관련이 있다.

## 케이크

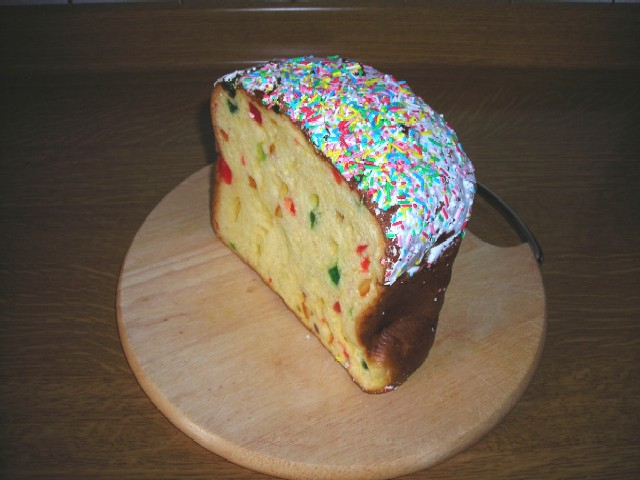
페루자, 움브리아, 이탈리아의 토르타 돌체 (달콤한 케이크)

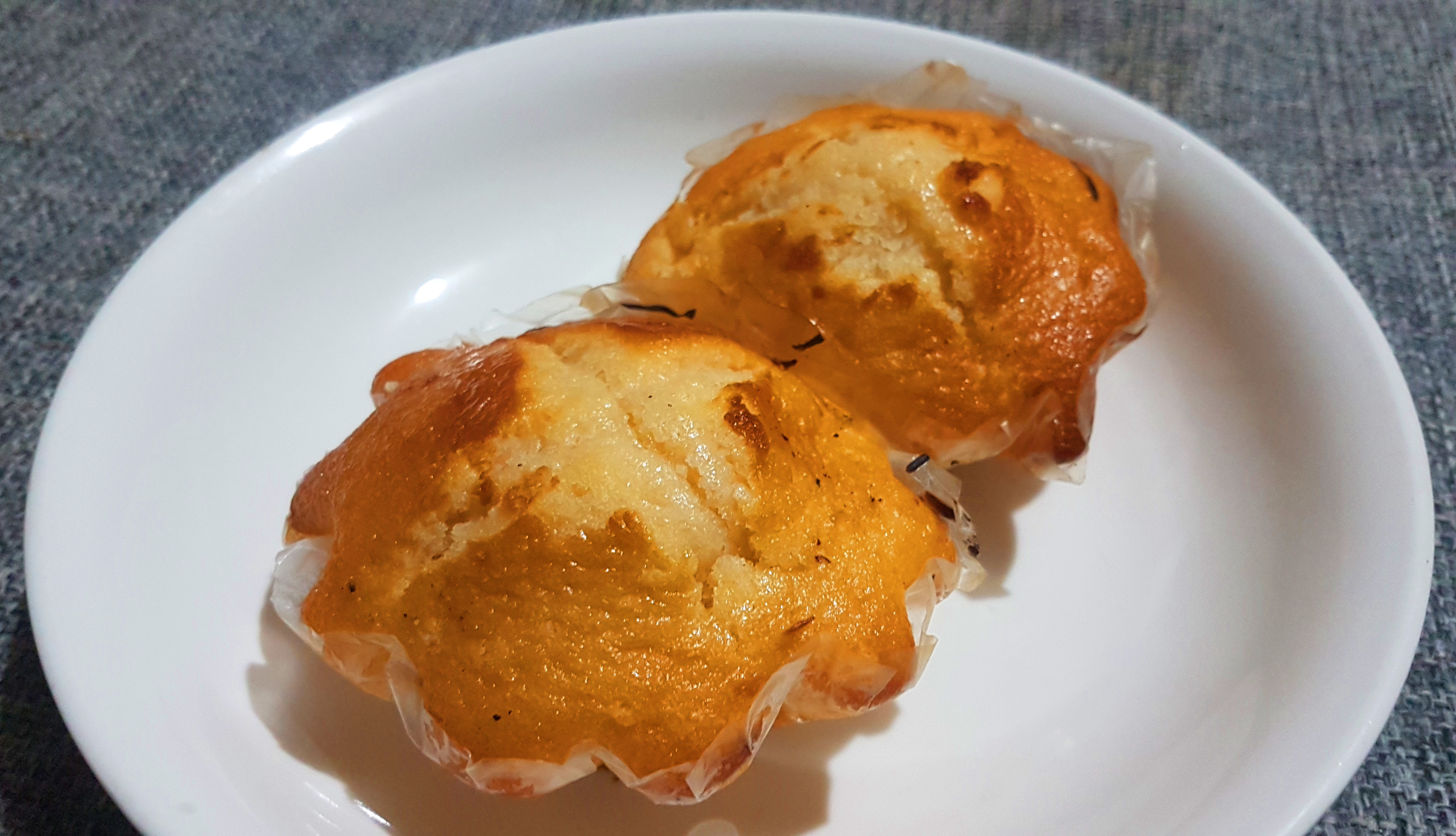
필리핀의 비사야 토르타 마몬

### 라틴아메리카 및 스페인
일부 라틴아메리카 국가에서 토르타(torta)는 웨딩 케이크나 생일 케이크와 같이 달콤한 케이크(토르테)를 의미하는 매우 흔한 용어이다. 이러한 의미는 다른 유럽 언어에도 존재한다. 예를 들어 이탈리아어 torta, 독일어 토르테(Torte) 또는 프랑스어 타르트 등이 있다. 멕시코에서 "토르타"는 샌드위치를 가리키며, 달콤한 케이크는 일반적으로 파스텔(pastel)이라고 불리는데, 이는 다른 라틴아메리카 지역에서도 같은 의미로 사용된다. 우에보 엔 토르타(토르타 데 우에보와 혼동하지 말 것)는 스페인 아라곤주 소브라르베의 전형적인 페이스트리이다.

### 필리핀
필리핀 남부의 비사야 제도와 민다나오섬에서는 토르타가 일반적으로 작은 케이크를 지칭하는 데 사용된다. 주로 마몬 또는 토르타 마몬을 의미하는데, 이는 원래 돼지기름과 팜 와인으로 만들어지는 다공성 스펀지 케이크의 일종이다. 이 케이크는 버터, 설탕, 또는 치즈가 위에 올려진 큰 컵케이크와 비슷하며, 전통적으로 오후 간식이나 메리엔다로 시콰테(볶은 카카오 씨를 갈아 만든 걸쭉하고 뜨거운 음료)와 함께 제공된다.

### 유럽
헝가리어, 폴란드어, 슬로바키아어, 슬로베니아어, 보스니아어, 크로아티아어, 세르비아어, 스웨덴어, 이탈리아어, 마케도니아어, 불가리아어에서 토르타는 보통 겹 케이크와 크림, 초콜릿 또는 과일 속으로 만들어진 케이크를 뜻하는 단어이다. 포르투갈에서는 특히 롤케이크를 지칭한다.

### 중동 및 북아프리카
아랍어에서 달콤한 타르트는 تورتَه (음역: twrtah)라고 불린다.

## 납작빵

### 스페인
스페인의 토르타는 다양한 지역별 납작빵 형태로 유래되었으며, 그 중 torta de gazpacho와 torta cenceña는 여전히 스페인 중부 특정 지역에서 남아있다. 토르타는 성경의 스페인어 번역본인 레위기 24:5-9에도 언급되어 있다. 그러나 현재 "토르타"라는 단어는 지역에 따라 다양한 종류의 빵과 페이스트리 제품에도 적용된다.
역사적으로 토르타와 빵의 차이점은 둥글고 납작한 모양, 그리고 효모 대신 베이킹 소다/파우더를 발효제로 사용한다는 점이었다. 대부분의 지역에서 토르타는 전통적으로 열등한 형태의 빵으로 간주되었으며, 잘 알려진 스페인 명언에서 다음과 같이 표현하고 있다.
| A falta de pan buenas son tortas. | 빵이 없으면 토르타라도 괜찮다. |

### 라틴아메리카
멕시코에서는 "A falta de pan, tortillas" (빵이 없으면 토르티야라도)라는 변형된 표현이 있다. 그러나 멕시코에서 "토르타"라는 용어는 일반적으로 빵으로 만든 샌드위치를 의미한다(자세한 내용은 아래 멕시코 절 참조).
토르타 프리타는 우루과이, 아르헨티나, 칠레 파타고니아에서 먹는 튀긴 납작빵이다.

## 오믈렛

### 필리핀

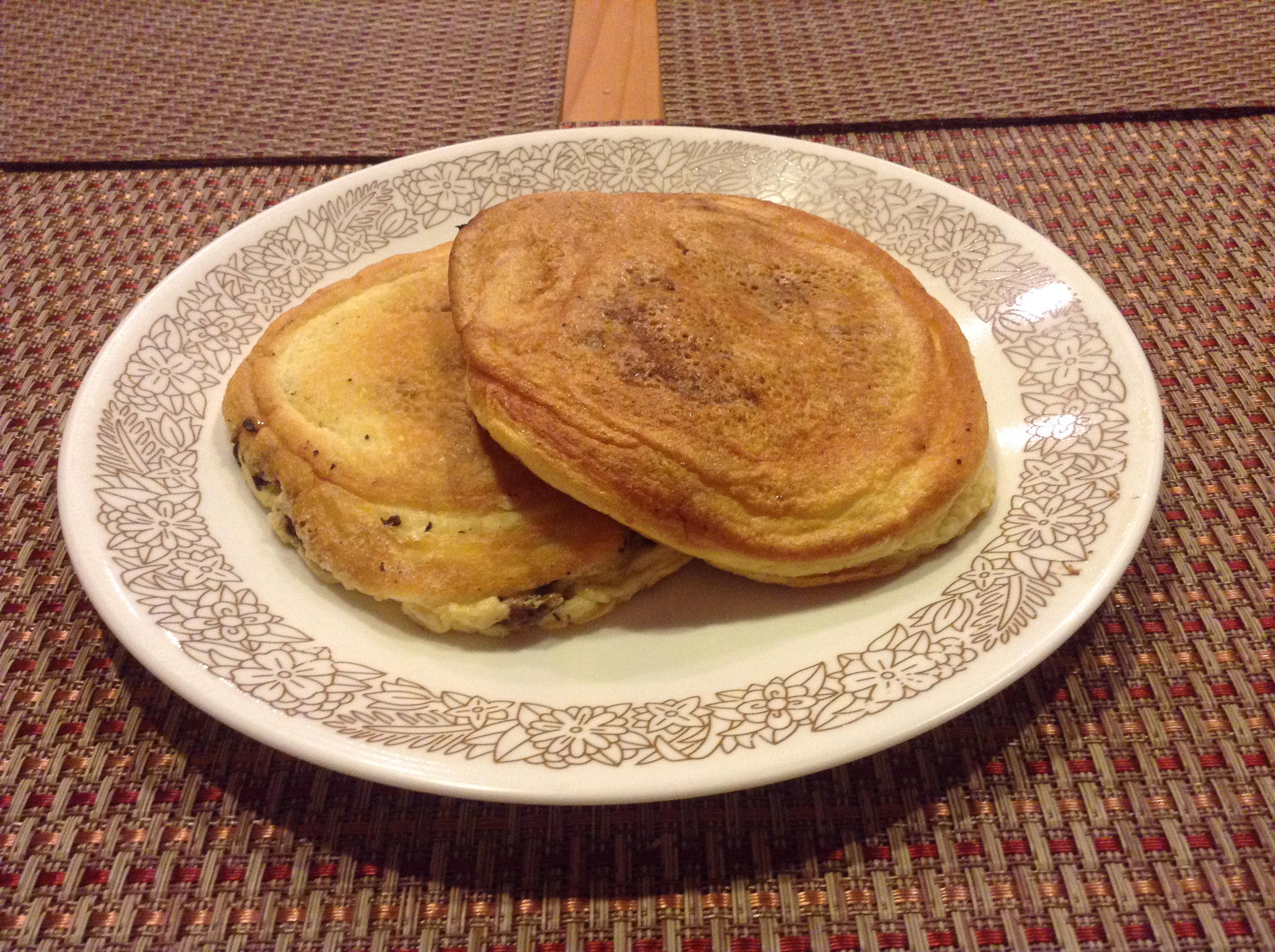
필리핀 채소 오믈렛인 토르탕 굴라이

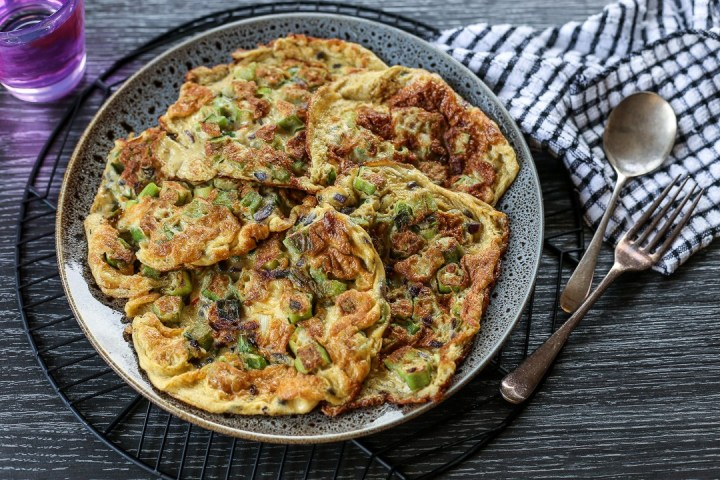
계란, 오크라, 양파, 양념으로 만든 필리핀 오믈렛 요리인 토르탕 오크라

필리핀 북부, 특히 타갈로그어 사용 지역과 섬에서 토르타는 계란과 다양한 재료를 섞어 만드는 오믈렛 종류를 가리킨다.
토르타는 하루 중 언제든지 제공될 수 있다. 필리핀 토르타에는 다음과 같은 다양한 변형이 있다.
- 토르탕 알라망 또는 토르탕 히폰[7] – 크릴 또는 작은 새우를 넣은 오믈렛. 새우 프리터[8]라고도 하지만, 이 용어는 보통 새우와 다양한 채소를 넣은 프리터(새우가 없는 다른 변형도 있음)인 okoy를 지칭한다.
- 토르탕 카르네 노르테 - 콘드 비프로 만든 오믈렛.
- 토르탕 기닐링 또는 토르탕 피카디요 – 다진 고기(보통 소고기 또는 돼지고기)와 볶은 채소를 넣은 오믈렛.[9]
- 토르탕 굴라이 – 피망, 버섯, 양파, 마늘을 넣은 오믈렛.
- 토르탕 칼라바사 – 가늘게 채 썬 호박, 계란, 밀가루, 소금으로 만든 오믈렛.[10]
- 토르탕 카모테 – 으깬 고구마, 계란, 밀가루, 소금으로 만든 오믈렛.
- 토르탕 사르디나스 - 정어리와 토마토 소스로 만든 오믈렛.
- 토르탕 탈롱 – 가지 프리터.[11][12]
- 토르탕 오크라 – 얇게 썬 오크라, 양파, 마늘을 넣은 오믈렛.[13]

### 스페인 및 라틴아메리카
토르티야 데 우에보(Tortilla de huevo)는 작게 튀긴 달걀 스크램블 혼합물로, 보통 빵에 끼워 먹는다.

## 파이

### 이탈리아
이탈리아어에서 "it|torta"는 달거나 짭짤한 케이크 또는 파이를 의미한다. 그러나 미국에서는 이탈리아계 미국인 사회에서 다른 의미를 갖게 되었다.
이탈리아 토르타는 크로스타타와 속 재료로 구분된다. 크로스타타는 일관성이 없는 덩어리진 속 재료를 가지는 반면, 토르타는 혼합된 재료로 만들어진 일관된 속 재료를 가진다.
일부 사람들은 이탈리아 크러스트 토르타가 여러 겹의 치즈와 토마토를 빵에 발라 먹는 조합이라고 잘못 생각한다. 이탈리아 토르타는 키슈와 비슷한 파이로 브런치 메뉴로 제공된다. 그러나 토르타는 크러스트가 대부분 치즈로 만들어져 있고 계란이 아니라는 점에서 키슈와 다르다. 크러스트는 피자 도우로도 만들 수 있다. 이 토르타의 종류는 매우 다양하며 재료도 다양하다. 전통적인 이탈리아 토르타는 보통 리코타, 파르메산, 파슬리, 양파를 포함한다. 고기가 들어간 변형도 있고 완전히 채식인 변형도 있다. 이러한 채식 토르타에는 때때로 아티초크와 향신료가 들어가 맛을 낸다. 이 토르타는 전통적인 파이 팬 대신 스프링폼 팬에서 만들어진다.

### 브라질
포르투갈, 브라질 및 기타 포르투갈어 사용 국가에서 토르타는 촉촉한 케이크 또는 달거나 짠 요리가 될 수 있는 파이를 의미한다.

### 몰타
몰타에서 토르타는 파이를 의미하며, 달콤하거나 짭짤할 수 있다.
대부분의 "토르타"는 일반적으로 짭짤한 맛이며, 고전적인 몰타어 요리로는 "torta tal-lampuki"(람푸키, 단수 람푸카는 몰타 해역에서 흔히 발견되는 어종)가 있다.
달콤한 몰타 토르타의 흔한 예로는 "mt|torta tal-lewz"가 있다(mt|lewz, 단수 mt|lewza는 몰타어로 아몬드를 의미한다. 아몬드는 몰타 요리에서 매우 흔한 재료이지만, 일부 사람들은 편의성, 맛 선호도 또는 비용 때문에 아몬드 대신 마지팬을 사용하는 것을 선호한다.

### 남아메리카
베네수엘라, 에콰도르, 칠레, 우루과이에서는 사람들이 보통 디저트 케이크를 "토르타"라고 부른다.

## 샌드위치

### 멕시코

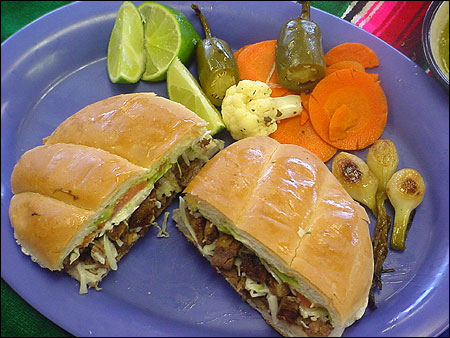
전형적인 곁들임과 함께 제공되는 멕시코식 토르타(텔레라로 만듦)

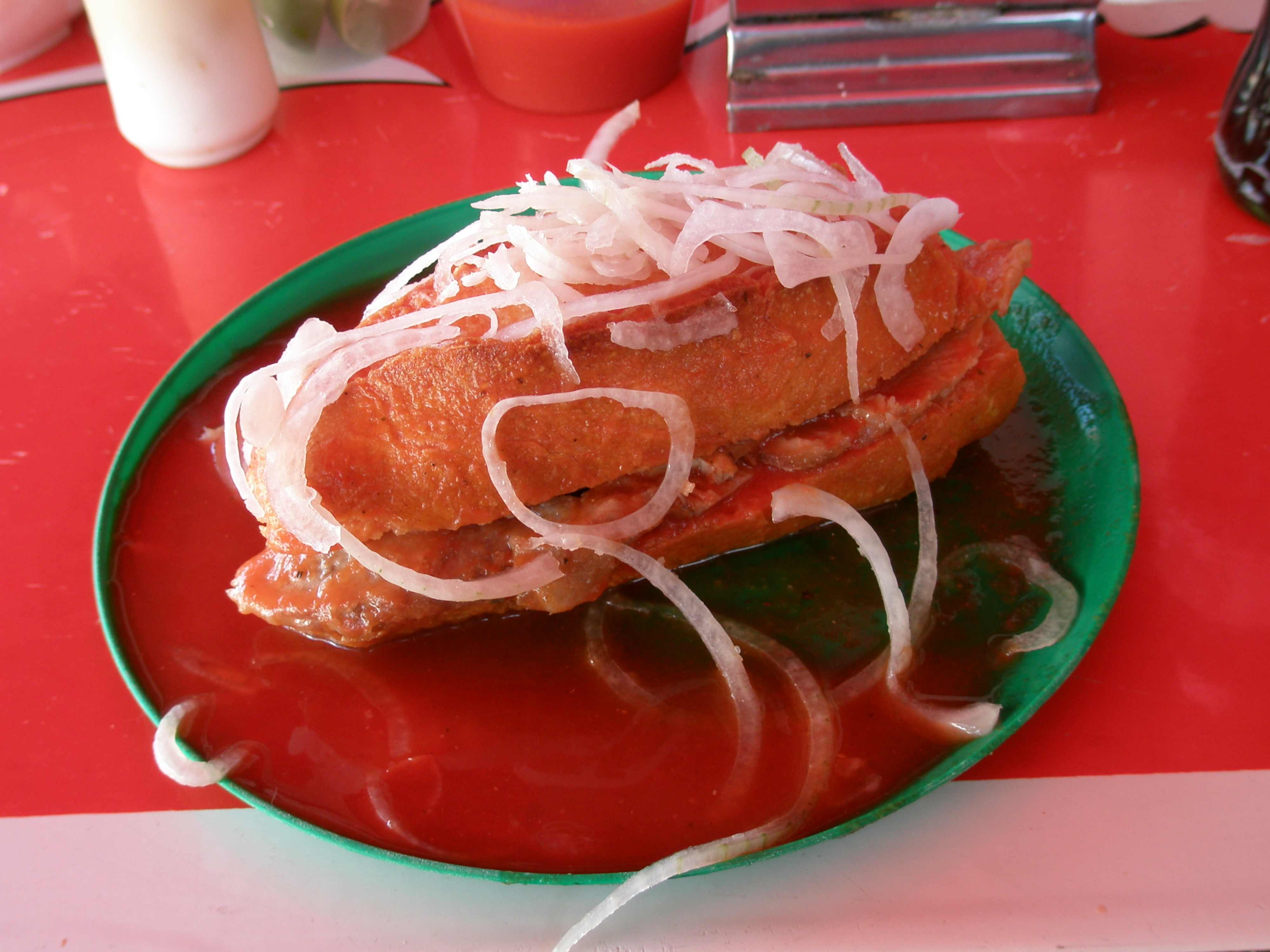
칠리/토마토 소스, 양파 조각, 라임 주스를 곁들인 멕시코 토르타 아오가다, 돼지고기 샌드위치

멕시코에서 토르타는 두 가지 종류의 흰색 샌드위치 빵 중 하나에 제공되는 일종의 샌드위치이다. 첫 번째는 작은 바게트와 비슷하며 지역에 따라 볼리요(bolillo), 비로테(birote), 또는 판 프란세스(pan francés)라고 불릴 수 있다. 두 번째는 샌드위치 롤이라고도 불리는 납작하고 길쭉하며 부드러운 롤빵으로, 텔레라(telera)라고도 불린다. 토르타는 차갑게 먹거나 뜨겁게 먹을 수 있으며, 쿠바식 샌드위치와 같은 방식으로 압착기에서 굽거나 토스트할 수 있다.
장식으로는 아보카도, 고추(보통 포블라노고추, 치포틀레고추 또는 할라페뇨고추), 토마토, 양파가 흔하다. 이 요리는 멕시코 전역에서 인기가 있으며, 멕시코 인구가 많은 곳이라면 어디든 구할 수 있다. 멕시코 북부에서는 토르타를 영어 "lunch"의 영향을 받아 론체(lonche)라고 부르는 경우가 매우 많다. 이는 점심시간에 먹을 수 있기 때문이다.
샌드위치는 보통 주 재료에 따라 이름이 붙여진다.
- 토르타 데 하몬, 햄을 채운 토르타
- 토르타 데 아보카테, 아보카도를 채운 토르타
- 토르타 데 아도바다, 아도보 고기를 채운 토르타
- 토르타 데 우에보, 달걀 스크램블을 채운 토르타
- 토르타 데 밀라네사, 밀라네사 고기를 채운 토르타
- 토르토페, 닭고기 소페를 채운 토르타

일부 토르타는 속 재료와의 연관성이 덜 명확한 이름을 가지고 있다. 과달라하라의 토르타 아오가다("물에 빠진" 토르타라는 뜻)는 빨간 소스에 흠뻑 적셔진다. 다양한 속 재료를 사용할 수 있으며, 독창적인 토르타를 만들기 위해 섞을 수도 있다. 한편, 토르타 쿠바나("쿠바 토르타")는 다양한 고기로 채워지는데, 그 종류는 멕시코 지역마다 다르다. 이 토르타는 플로리다와 쿠바에서 제공되는 쿠바식 샌드위치와는 관련이 없으며, 쿠바 요리와도 아무런 관련이 없는 것으로 여겨진다. 대신, 멕시코시티의 칼레 레푸블리카 데 쿠바(Calle Republica de Cuba)에서 발명된 장소의 이름을 따서 명명된 것으로 보인다.
손으로 들고 다니기 편리하기 때문에 토르타는 축구 경기, 퍼레이드, 야외 콘서트와 같은 대규모 행사에서 판매되지만, 전용 매장이나 길거리 음식 노점에서 아침, 점심, 저녁 식사로도 이용할 수 있다.
토르타의 기원은 불분명하지만, 일부는 스페인-프랑스 상호 작용으로 인해 푸에블라주에서 시작되었다고 주장하고, 다른 일부는 미국 영향의 늦게 도착한 사례라고 주장한다. 텔레라스(토르타에 주로 사용되는 빵)는 프랑스 바게트에서 영감을 받았다.

## 갤러리

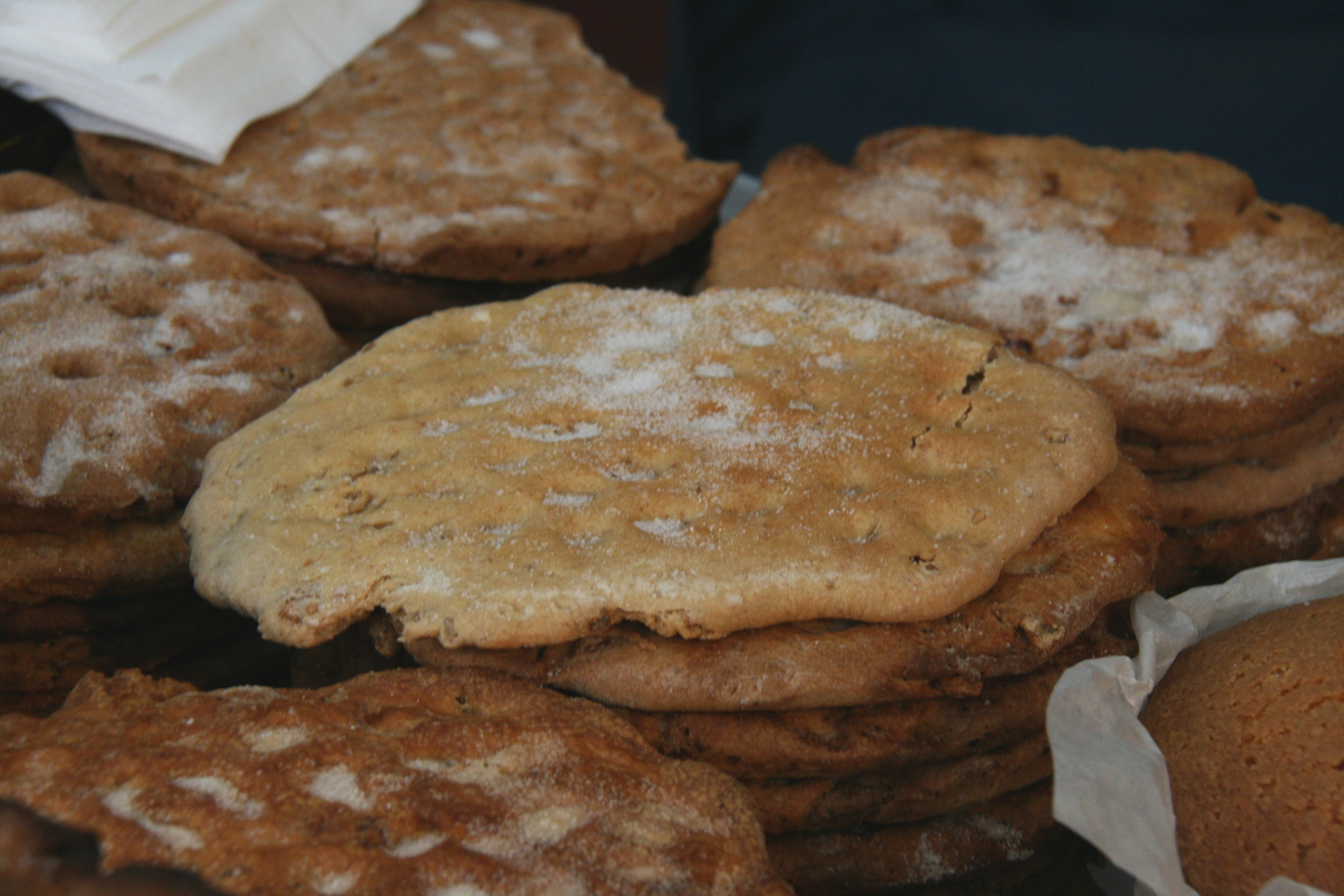
갈리시아, 스페인의 토르타 데 치차로네스
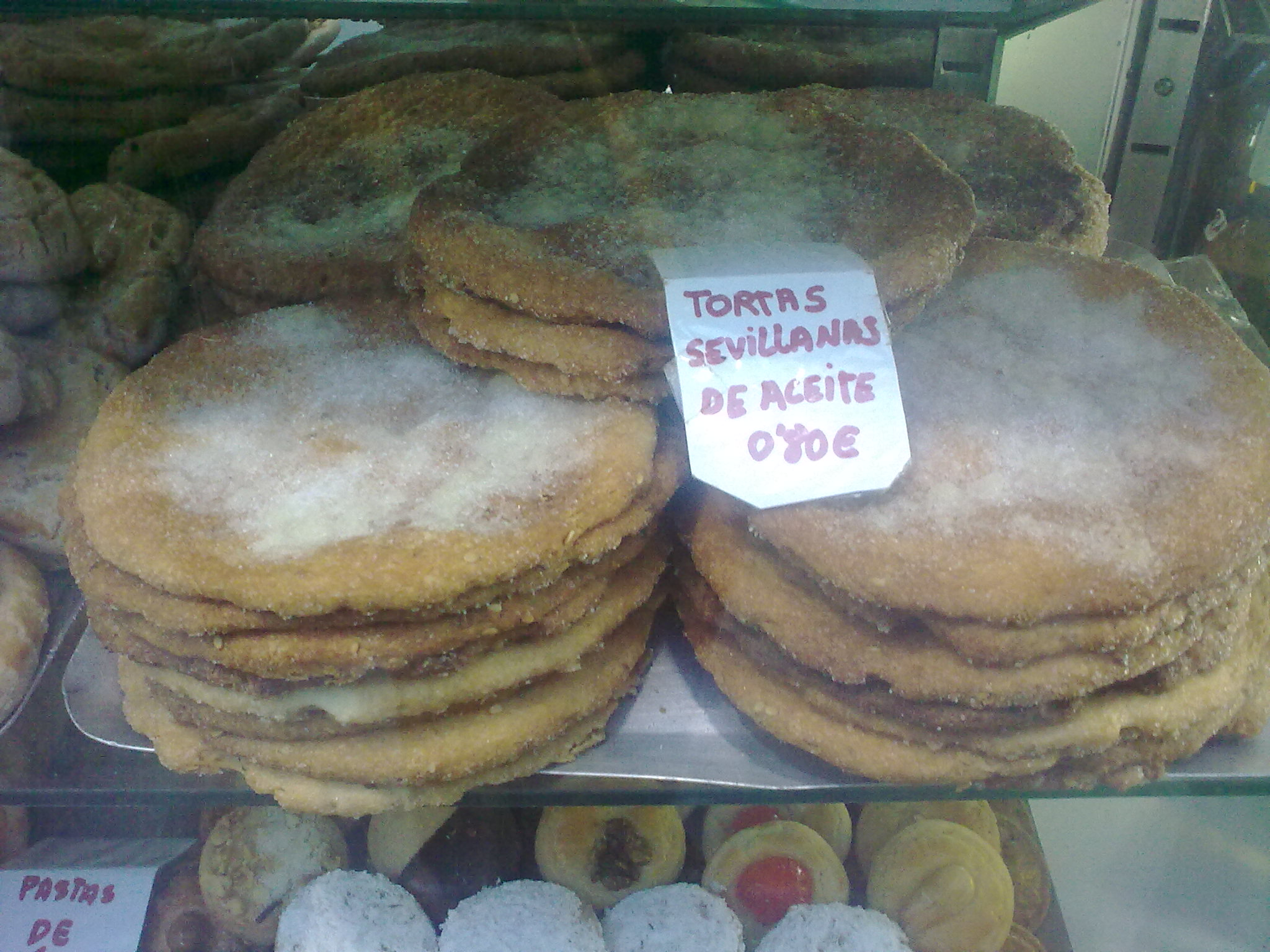
세비야, 안달루시아주, 스페인의 토르타스 데 아세이테
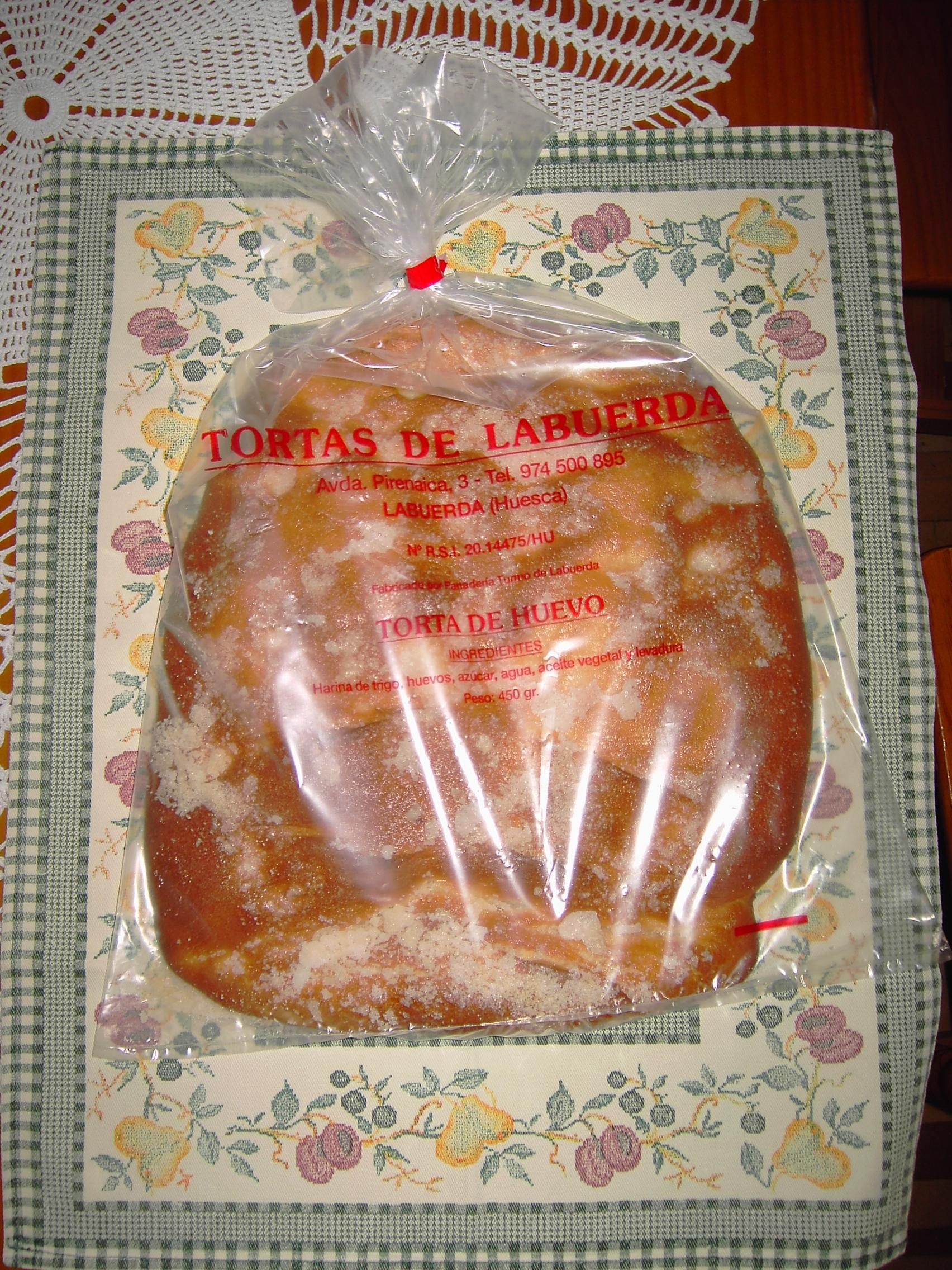
아라곤주, 소브라르베의 포장된 토르타 데 우에보
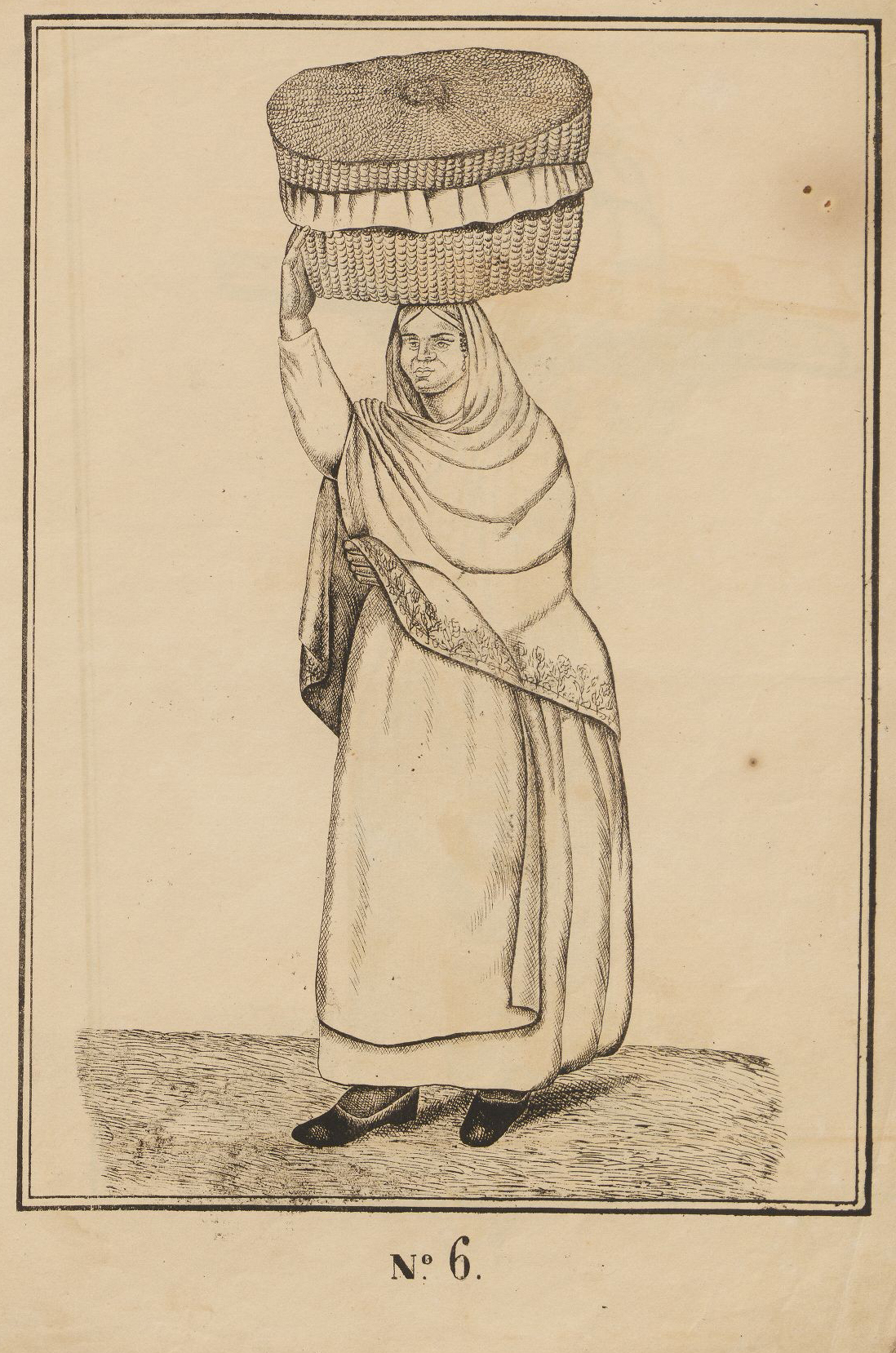
토르타를 판매하는 여인을 그린 1839년 그림
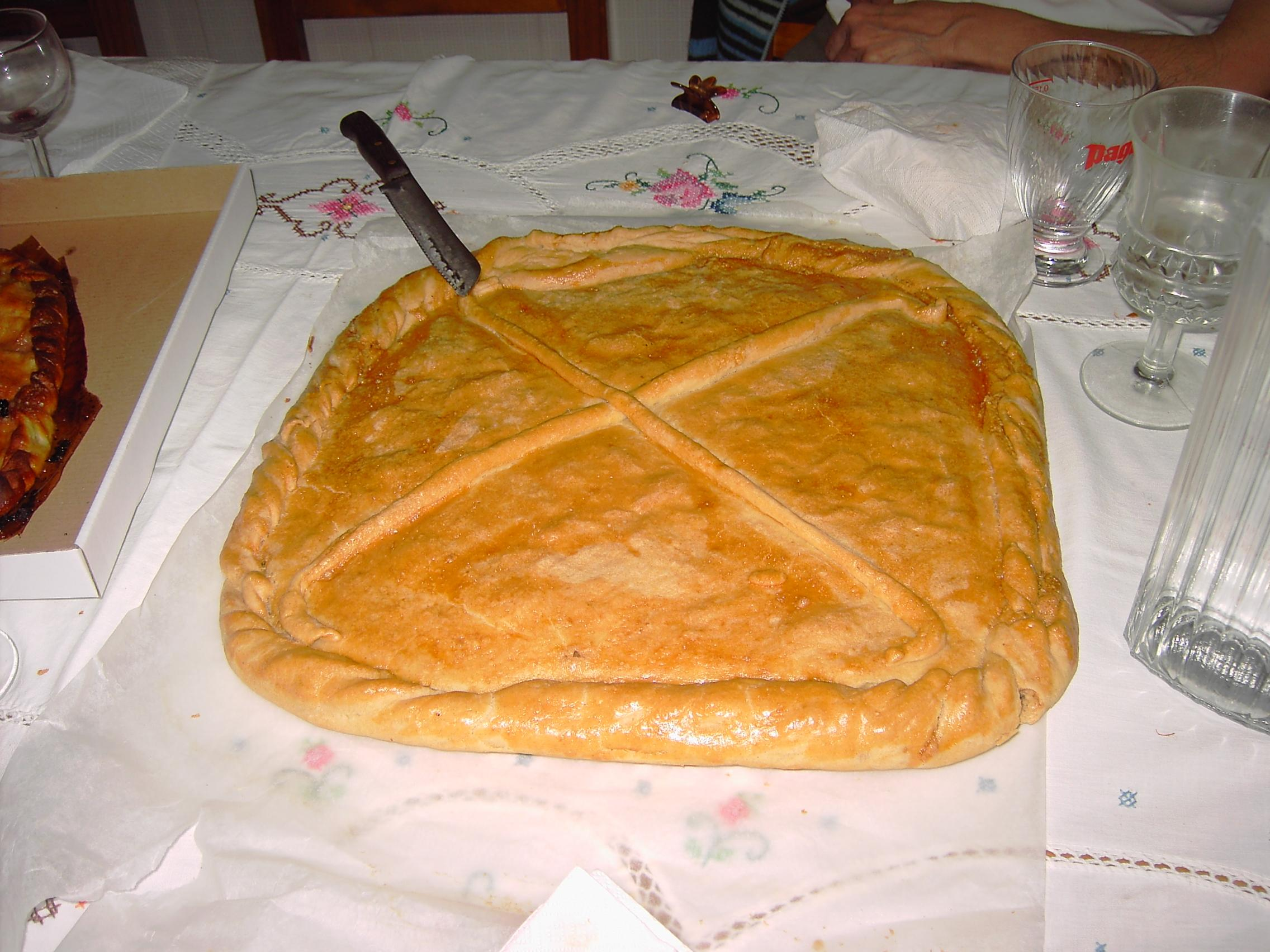
리바고르사, 아라곤주, 스페인의 토르타
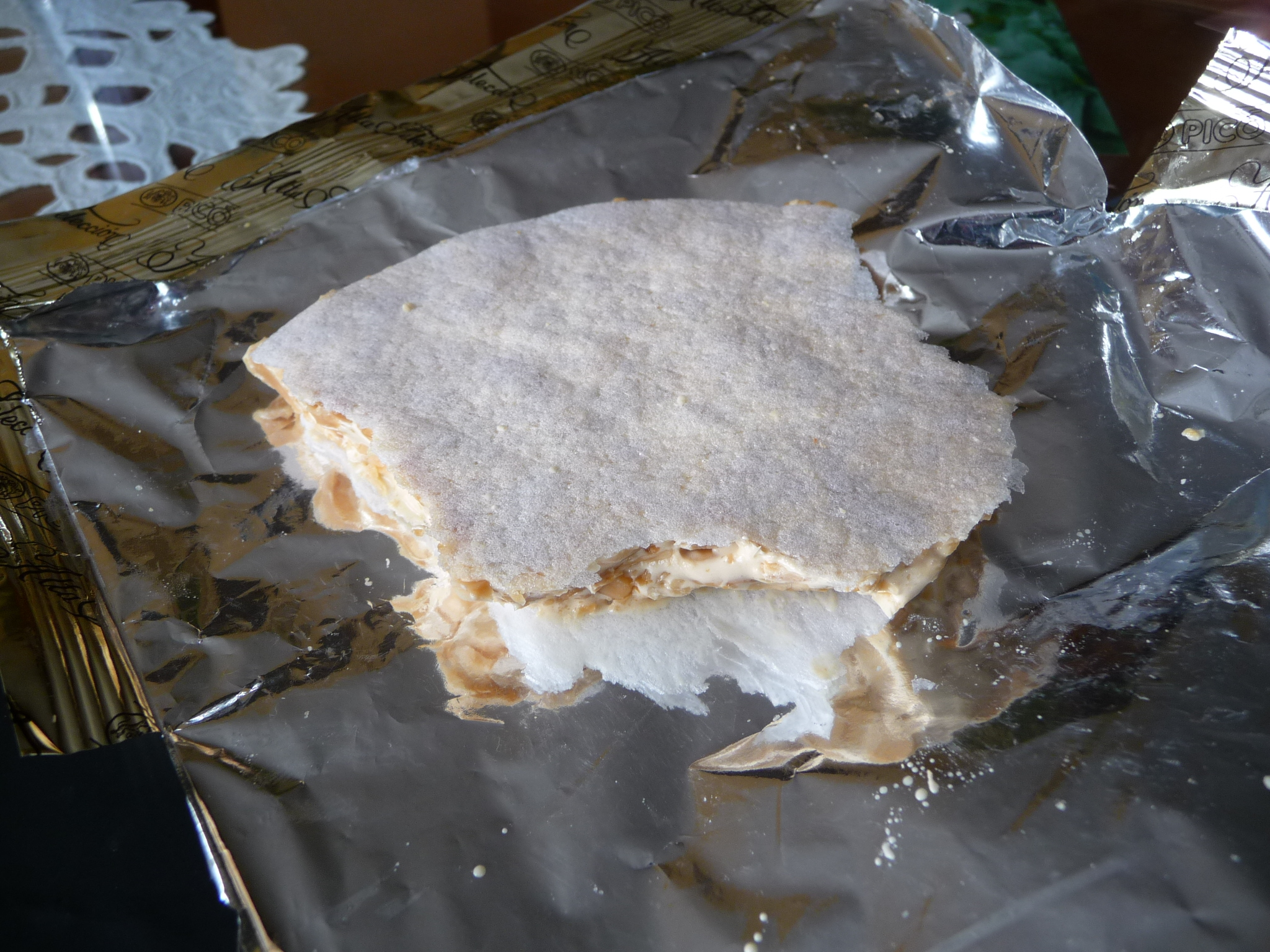
스페인의 토르타 임페리얼
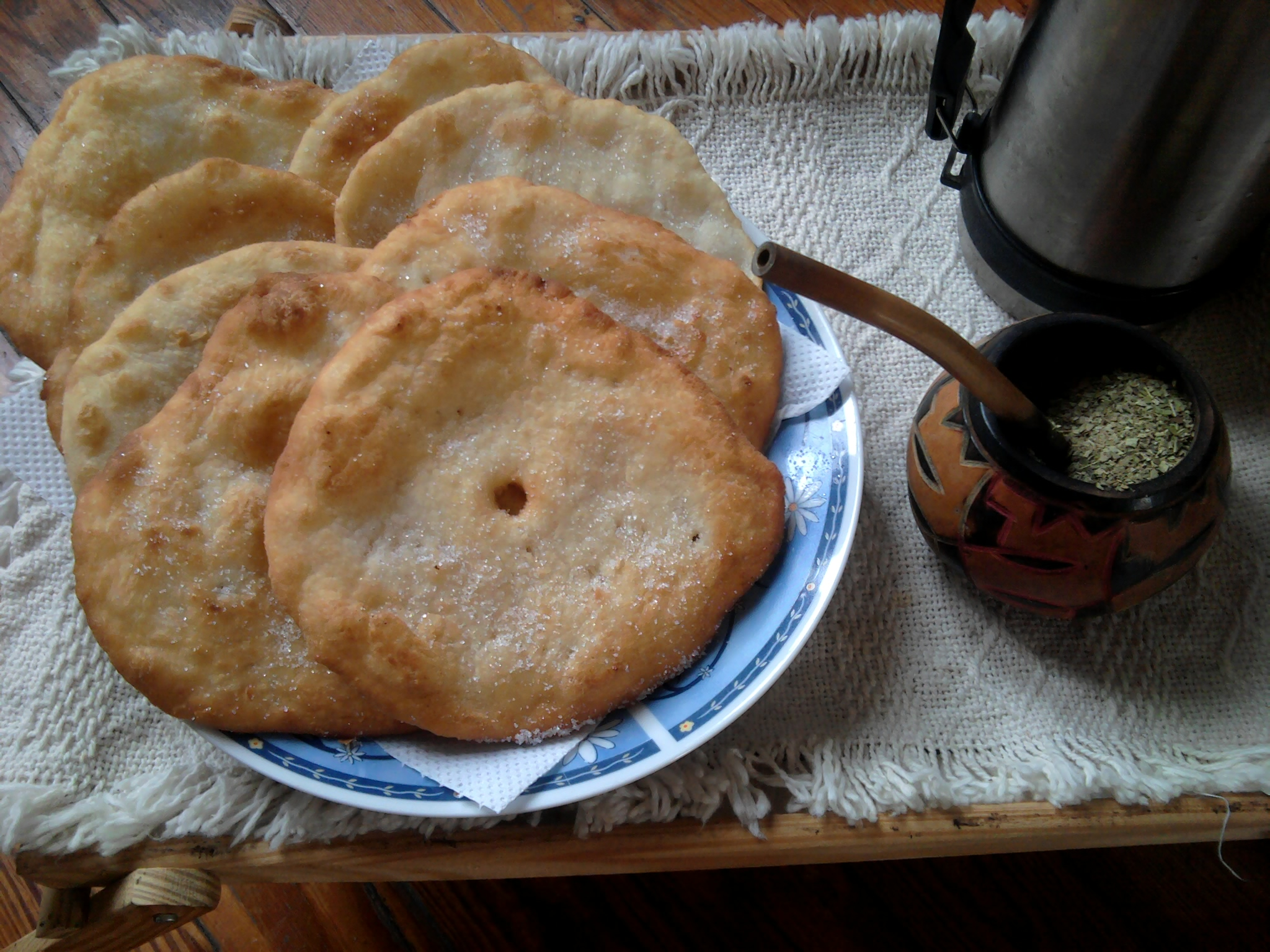
우루과이와 아르헨티나의 토르타 프리타
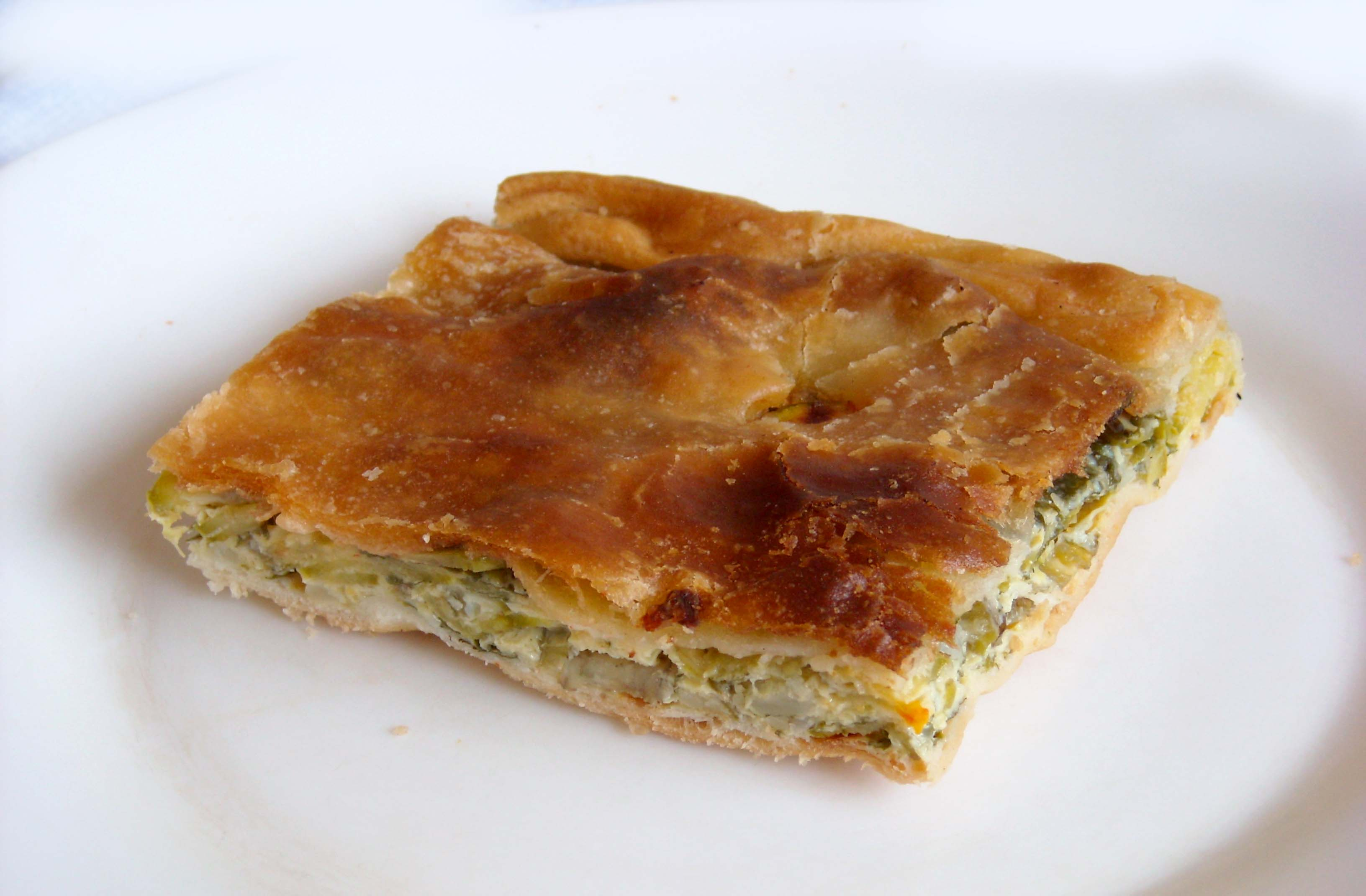
벤티밀리아, 이탈리아의 토르타 베르데
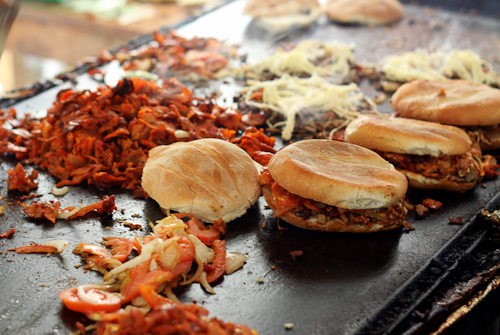
오아하카주, 멕시코에서 그리들 위에서 준비되는 토르타
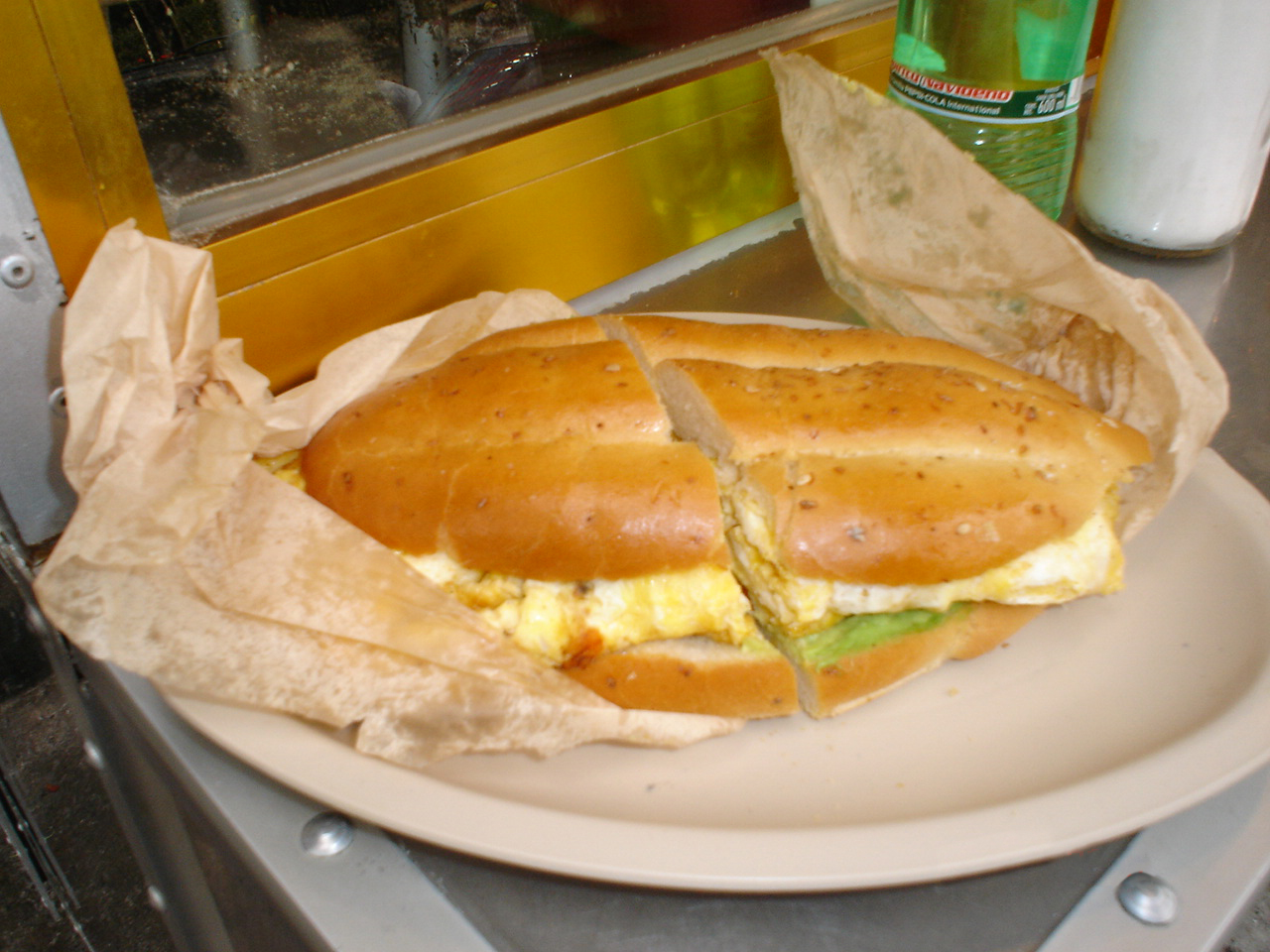
멕시코의 토르타 데 우에보